# Alfonso López Pumarejo
Alfonso Lopez Pumarejo (ur. 1886, zm. 1959), kolumbijski polityk i przedsiębiorca, działacz Partii Liberalnej, 19. prezydent Kolumbii od 7 sierpnia 1934 do 7 sierpnia 1938 oraz 21. prezydent od 7 sierpnia 1942 do ustąpienia przed końcem kadencji 7 sierpnia 1945, inicjator ograniczonych reform społecznych. Także minister spraw zagranicznych i ambasador w Wielkiej Brytanii.
Jego synem był Alfonso López Michelsen, prezydent Kolumbii w latach 70.